# Bayas
För andra betydelser, se Bayas (olika betydelser).
Bayas är en kommun i departementet Gironde i regionen Nouvelle-Aquitaine i sydvästra Frankrike. Kommunen ligger i kantonen Guîtres som tillhör arrondissementet Libourne. År 2022 hade Bayas 455 invånare.

## Befolkningsutveckling
Antalet invånare i kommunen Bayas
Referens:INSEE